# Radioteleskop Nançay
Radioteleskop Nançay je jeden z největších radioteleskopů světa. Nachází se v obci Nançay asi dvě hodiny jízdy jižně od Paříže. Otevřen byl v roce 1965, krátce po inauguraci prezidenta Charlese de Gaulla.
Radioteleskop v Nançay je vybaven neobvyklým designem Krausova typu. Rovné, pohyblivé primární zrcadlo se skládá z deseti panelů o délce 20 metrů a výšce 40 metrů. Toto odráží radiové vlny směrem ke statickému sekundárnímu zrcadlu, které se nachází o 460 metrů na jih. Sekundární zrcadlo má tvar části koule o poloměru 560 metrů. Sekundární zrcadlo soustředí vlny směrem k mobilnímu ohniskovému vozíku, nacházejícím se o 280 metrů směrem na sever. Tento vozík obsahuje antény chlazené na 20 Kelvinů. Obě zrcadla jsou pokryta kovovým síťováním se čtvercovými otvory velkými 12,5 mm. Primární zrcadlo se může naklánět v severo-jižním směru a je schopno sledovat objekty podél poledníku. Teleskop je schopen pozorovat objekty se sklonem větším než 39 stupňů. Objekty v blízkosti rovníku lze teleskopem sledovat jen po dobu maximálně desítek minut, objekty v blízkosti zenitu lze sledovat dlouhodobě. Pozorování obvykle probíhá na frekvenci 1400 MHz (odpovídající vlnová délka 21 cm), 1800 MHz (18 cm) a 3330 MHz (9 cm).
První část radioteleskopu byla vystavěna v roce 1961, dostavěn v roce 1964, otevřen byl o rok později a vědecké pozorování začalo roku 1967. Zvláštní konstrukce radioteleskopu, zvaná Krausova, podle Johna Krause byla poprvé použita ve státě Ohio na teleskopu The Big Ear.
Součástí teleskopu je i několik menších zařízení. Je zde umístěn radio heliograf, složený ze 47 antén umístěných do tvaru písmene T, pracující na frekvencích 150–450 MHz, radioteleskopové pole složené ze 144 teleskopů pro výzkum vlnových délek od 3 do 30 metrů. Dále se zde nachází laboratoř projektu CODALEMA, zkoumající kosmické záření.